# Cecilia Andersson
Cecilia Christine Elisabeth Andersson  (auch Anderson; * 4. Oktober 1982 auf Väddö) ist eine ehemalige schwedische Eishockeytorhüterin. Ihr Stammverein ist der Norrtälje IK, später spielte sie auch für den Ekero IK. Seit 2003 lebt sie im kanadischen Montreal in der Provinz Québec und spielte bis 2006 für die Concordia Stingers, dem Eishockeyteam der Concordia University. An der Universität studierte sie parallel im Studiengang Freizeitwissenschaften (Leisure Sciences).
Bei der Weltmeisterschaft 2005 gewann sie mit der schwedischen Nationalmannschaft die Bronzemedaille. Ein Jahr später, bei den Olympischen Winterspielen 2006 in Turin, erreichte sie mit dem Nationalteam das Finale und gewann schließlich die Silbermedaille im olympischen Eishockeyturnier. Insgesamt absolvierte sie 40 Länderspiele für Schweden.

## Erfolge und Auszeichnungen
- 2005 Bronzemedaille bei der Weltmeisterschaft
- 2006 Silbermedaille bei den Olympischen Winterspielen